# Simpson Township (Missouri)
Pour les articles homonymes, voir Simpson Township.
Simpson Township est un ancien township, situé dans le comté de Johnson, dans le Missouri, aux États-Unis,.
Le township est fondé en 1875 et baptisé en référence à James Simpson, un agent de police.

### Source de la traduction
- (en) Cet article est partiellement ou en totalité issu de l’article de Wikipédia en anglais intitulé « Simpson Township, Johnson County, Missouri » (voir la liste des auteurs).